# ATP Buenos Aires 1974
L'ATP Buenos Aires 1974 è stato un torneo di tennis giocato sulla terra rossa. È stata la 45ª edizione del torneo, che fa parte del Commercial Union Assurance Grand Prix 1974.Si è giocato a Buenos Aires in Argentina dal 14 al 26 novembre 1974.

## Campioni

### Singolare maschile
Guillermo Vilas ha battuto in finale  Manuel Orantes con il punteggio di 6–3, 0–6, 7–5, 6–2

### Doppio maschile
Manuel Orantes /  Guillermo Vilas hanno battuto in finale  Patricio Cornejo /  Jaime Fillol con il punteggio di 6–4, 6–3